# Le Suricate magazine
Le Suricate Magazine, ou Le Suricate, est un e-Magazine culturel belge créé en 2012 qui aborde le cinéma, la littérature, la musique et le théâtre. Ce sont d'abord des magazines à lire en ligne sur la plateforme Issuu avant d'être uniquement un site internet.